# Ilmtal-Weinstraße
Ilmtal-Weinstrasse est une commune allemande de l'arrondissement du Pays-de-Weimar, Land de Thuringe.

## Géographie
La commune regroupe les quartiers de Goldbach, Liebstedt, Mattstedt, Niederreißen, Niederroßla, Nirmsdorf, Oberreißen, Oßmannstedt, Pfiffelbach, Ulrichshalben, Wersdorf et Willerstedt.
Elle partage la compétence de commune avec Kromsdorf, la dernière commune de l'ancienne Verwaltungsgemeinschaft Ilmtal-Weinstraße.
Par ailleurs à l'est du territoire de la commune, on compte une quinzaine de villages médiévaux désertés.
| Buttelstedt                         | Buttstädt, Rudersdorf |           |
| Sachsenhausen, Leutenthal, Rohrbach | Ilmtal-Weinstraße     | Bad Sulza |
| Kromsdorf                           | Wiegendorf            | Apolda    |

## Histoire
Liebstedt, Nirmsdorf et Oßmannstedt (sous le nom d'Azmenstat) sont mentionnés pour la première fois en 956, Willerstedt vers 1000, Niederroßla en 1119, Goldbach en 1124, Niederreißen en 1132, Mattstedt en 1218, Pfiffelbach en 1233, Oberreißen en 1262, Ulrichshalben en 1297 et Wersdorf en 1325.
La commune actuelle est créée en décembre 2013 de neuf des dix communes de la Verwaltungsgemeinschaft Ilmtal-Weinstraße.

## Personnalités liées à la ville
- Heinrich von Bünau (1697-1762), historien mort à Oßmannstedt.
- Ernst Schunke (1862-1936), peintre né à Wersdorf.
- Paul Bergmann (1881-1951), homme politique né à Oberreißen ;
- Joachim Brendel (1921-1974), militaire né à Ulrichshalben.
- Christine Laser (1951-), athlète née à Mattstedt.
- Ken Roczen (1994-), pilote de moto né à Mattstedt.

## Source de la traduction
- (de) Cet article est partiellement ou en totalité issu de l’article de Wikipédia en allemand intitulé « Ilmtal-Weinstraße » (voir la liste des auteurs).